# Örvartjärnen
Örvartjärnen är en sjö i Karlskoga kommun och Storfors kommun i Värmland och ingår i Göta älvs huvudavrinningsområde. Sjön är 21 meter djup, har en yta på 0,0686 kvadratkilometer och befinner sig 179,4 meter över havet.

## Delavrinningsområde
Örvartjärnen ingår i det delavrinningsområde (659889-142306) som SMHI kallar för Utloppet av Immen. Medelhöjden är 202 meter över havet och ytan är 24,85 kvadratkilometer. Det finns inga avrinningsområden uppströms utan avrinningsområdet är högsta punkten. Kedjan som avvattnar avrinningsområdet har biflödesordning 4, vilket innebär att vattnet flödar genom totalt 4 vattendrag innan det når havet efter 312 kilometer. Avrinningsområdet består mestadels av skog (80 procent). Avrinningsområdet har 2,35 kvadratkilometer vattenytor vilket ger det en sjöprocent på 9,4 procent.